# Yuva Bharati Krirangan
Il Yuva Bharati Krirangan (in Bengali যুবভারতী ক্রীড়াঙ্গন, traslitterato Yuva Bharati Krirangan, letteralmente Stadio della Gioventù Indiana, meglio noto come Salt Lake Stadium) è il secondo più grande stadio presente nel mondo, con una capacità di ben 120.000 spettatori. Situato a Bidhannagar, nella periferia di Calcutta, è un impianto polifunzionale.

## Informazioni
Lo stadio, con i suoi 120.000 spettatori, è il secondo impianto sportivo per capienza nel mondo, se si escludono i circuiti automobilistici, ed il maggiore nel subcontinente indiano. Costruito nel 1984, ha struttura ellittica ed è organizzato su tre anelli: è utilizzato per ospitare prevalentemente incontri di calcio e meeting di atletica leggera.
È situato a circa 10 chilometri dal centro di Calcutta. La sua copertura è realizzata in cemento armato e fogli di alluminio, ed al suo interno si trovano due maxischermi ed altrettante sale operative di controllo. Il sistema di illuminazione è congegnato per favorire l'organizzazione di eventi in notturna; particolari accorgimenti permettono una eccellente copertura televisiva di ogni manifestazione in programma.
Inaugurato nel gennaio del 1984, lo stadio è dislocato su un'area di 309.200 m²: è dotato di una pista sintetica per le gare podistiche e di un terreno da gioco in erba che misura 105 metri di lunghezza per 68 di larghezza. Dispone di ascensori, di un'area VIP e di un complesso sistema di illuminazione periferica dalla copertura. Sono poi numerosi gli sky-box e le sale conferenze, tutte dotate di aria condizionata. Lo stadio è autosufficiente per quanto riguarda il gruppo elettrogeno, grazie ad un sistema di alimentazione a motori diesel.
L'impianto di illuminazione è costituito da 624 bulbi di 2 kW ciascuno. I tabelloni elettronici (realizzati dalla ditta ungherese Electro Impex) sono costituiti da 36.000 lampadine da 25 watt ciascuna. 
Quattro serbatoi sotterranei garantiscono l'erogazione di 45.000 litri di acqua in caso di emergenza.
Il progetto architettonico  dello stadio è stato realizzato in collaborazione da due studi di Calcutta (il Ballardie, Thompson & Matthews  ed il H.K. Sen & Associates).
Per la pista d'atletica ci si è rivolti alla famosa ReckortanTartan Track, in Germania.
Nonostante sia un impianto ad utilizzo prevalentemente calcistico, lo stadio ospita anche svariati eventi, dai concerti di musica alle rassegne di danza. Addirittura, sfruttando una parete da arrampicata sul lato nord dello stadio, è stato possibile organizzare diverse manifestazioni con scalatori dilettanti e professionisti.

## Calcio
Come detto, lo sport principale a cui è destinato il Salt Lake Stadium è il calcio.
Qui si tengono le partite casalinghe dei club locali Mohun Bagan A.C., Kingfisher East Bengal F.C., Prayag United S.C. e Mohammedan SC, tra i maggiori club del calcio indiano. I derby più infuocati di Calcutta sono quelli che coinvolgono il Mohun ed il Kingfisher East Bengal: non è raro che tali incontri siano accompagnati da un'attesa spasmodica, ed in alcuni casi la rivalità tra le tifoserie è degenerata in episodi di violenza.
L'enorme capienza dello stadio permette una cospicua affluenza dei sostenitori di entrambe le squadre, rendendo l'impianto una vera bolgia.
Il Salt Lake Stadium ospita anche alcune partite casalinghe della nazionale di calcio dell'India, oltre alle partite conclusive dei tornei nazionali
Il 5 giugno 2011 la FIFA ha decretato che  il Salt Lake Stadium ospitasse una gara di rilievo internazionale il 2 settembre seguente: il match designato fu Argentina-Venezuela, incontro terminato con la vittoria per 1-0 dell'Albiceleste con gol al 67' di Nicolás Otamendi su assist da calcio d'angolo di Lionel Messi. 
Lo stadio è stato anche sede dell'ultima partita di Oliver Kahn nel Bayern Monaco, un'amichevole contro il Mohun Bagan terminata 3-0 per i bavaresi.